# Gerosa
Gerosa é uma comuna italiana da região da Lombardia, província de Bérgamo, com cerca de 383 habitantes. Estende-se por uma área de 10 km², tendo uma densidade populacional de 38 hab/km². Faz fronteira com Blello, Brembilla, Corna Imagna, Fuipiano Valle Imagna, San Giovanni Bianco, San Pellegrino Terme, Taleggio.

## Demografia
| Variação demográfica do município entre 1861 e 2011                               |
|                                                                                   |
| Fonte: Istituto Nazionale di Statistica (ISTAT) - Elaboração gráfica da Wikipedia |